# Аптеронотові
Аптеронотові (Apteronotidae, англ. Ghost Knifefishes = риби-ножі-примари) — родина прісноводних променеперих риб ряду Гімнотоподібні (Gymnotiformes).

## Поширення
Аптеронотові зустрічаються по всій вологій Неотропіці, від Панами на півночі до річки Ла-Плата в Аргентині на півдні, найбільше в басейні Амазонки та руслах інших великих рівнинних річок.

## Склад
Станом на січень 2025 року було відомо 98 дійсних видів аптеронотових, які об'єднуються в 16 родів і 2 підродини:
- Підродина Sternarchorhamphinae  Albert, 2001
  - Orthosternarchus  Ellis, 1912
  - Sternarchorhamphus  Eigenmann, 1905
- Підродина Apteronotinae  Jordan, 1923
  - Adontosternarchus  Ellis, 1912
  - Apteronotus  Lacepède, 1800
  - Compsaraia  Albert, 2001
  - Megadontognathus  Mago-Leccia, 1994
  - Melanosternarchus  Bernt, Crampton, Orfinger & Albert, 2018
  - Parapteronotus  Albert, 2001
  - Pariosternarchus  Albert & Crampton, 2006
  - Platyurosternarchus  Mago-Leccia, 1994
  - Porotergus  Ellis, 1912
  - Sternarchella  Eigenmann, 1905
  - Sternarchogiton  Eigenmann, 1905
  - Sternarchorhynchus  Castelnau, 1855
  - Tembeassu  Triques, 1998
  - Tenebrosternarchus  Bernt, Fronk, Evans & Albert, 2020

Це найбільша за кількістю видів родина гімнотоподібних. Систематика й таксономія аптеронотових швидко змінюються, оскільки відкриваються нові види та раніше незадокументовані фенотипи.

## Опис
Як і решта гімнотоподібних, аптеронотові мають типову ножеподібну форму з видовженим тілом і довгим анальним плавцем. Черевні плавці, як і у всіх представників ряду, відсутні, але аптеронотові — єдині серед гімнотоподібних мають крихітний хвостовий плавець, який не з'єднаний з анальним. Іншою характерною особливістю представників цієї родини є наявність особливого спинного органу. Це відносно товста нитка м'ясистої тканини, міцно прикріплена до задньої частини спини, функціональне призначення якої лишається невизначеним.
Аптеронотові демонструють значне різноманіття в загальному розмірі тіла дорослої особини: від 16 см загальної довжини в Megadontognathus kaitukaensis до 1,3 м в Apteronotus magdalenesis. Тіло стиснуте з боків. Очі маленькі (їхній діаметр менший за відстань між ніздрями), передні ніздрі розташовані за межами отвору, 1-2 ряди конічних зубів на обох щелепах. Існують сильні відмінності в довжині та формі морди, а також у формі та положенні рота. Більшість видів має тупу морду, але в Sternarchorhynchys oxyrhynchus і S. mormyrys вона довга й вигнута, схожа на хобот, чим ці види нагадують африканських мормірових. Orthosternarchus tamandua має довгу трубчасту пряму морду. Важливим аспектом різноманітності аптеронотових є статевий диморфізм за розміром та формою морди. Репродуктивно зрілі самці Parapteronotus hasemani мають сильно подовжені щелепи, які, як припускають, використовуються в боротьбі за самок. Зрілі самці Sternarchorhynchus roseni мають численні зуби на нижній щелепі. В зрілих самців Sternarchogiton nattereri зуби відростають назовні над мордою, надаючи їм незвичний вигляд, через що їх протягом 40 років зараховували до іншого роду (Oedemognathus).
Аптеронотові — слабоелектричні риби, які мають високочастотний нейрогенний електричний орган, що створює хвильовий електричний розряд частотою від приблизно 500 Гц в Orthosternarchus до понад 2000 Гц у Sternarchella.

## Спосіб життя
Екологія та спосіб життя більшості представників родини вивчені недостатньо. Населяють широкий спектр середовищ існування, серед яких пороги та водоспади в передгір'ях Анд і нагір'ях Бразильського та Гвіанського щитів, потоки з чистою та чорною водою, річки вологих тропічних низинних лісів, стариці, сезонно затоплювані ділянки лісів, широкі низинні заплави, дельти естуаріїв, основні русла великих рівнинних річок. Близько 70 % видів аптеронотових населяють переважно великі (понад 5 м завширшки) й глибокі русла річок.
Аптеронотові — м'ясоїдні риби, полюють риб та личинок водних комах. Деякі аптеронотові є агресивними рибоїдними видами (наприклад, Sternarchella), інші — планктоноїдні (Adontosternarchus). Види Magosterarchus мають сильно збільшені щелепи та зуби й полюють на хвости інших гімнотоподібних. Представники родів Sternarchorhynchus і Sternarchorhamphus зі своїми трубчастими мордами видобувають їжу з дна річок, переважно це личинки комах. Принаймні один вид (Sternarchogiton nattereri) харчується прісноводними губками. Orthosternarchus tamandua пристосований до життя на дні річок і багато в чому нагадує печерних риб. Він майже повністю сліпий, з маленькими, асиметрично розташованими очима, майже не має пігментації або лусочок й виглядає за життя яскраво-рожевим завдяки гемоглобіну крові.

## Значення для людини
Аптеронотові не є важливим харчовим ресурсом, але багато видів є екологічно важливими й часто становлять значну частину біомаси водойм.
Деякі види, зокрема Apteronotus albifrons і A. leptorhynchus, тримають в акваріумах.